# Mauro Estol
Mauro Estol, vollständiger Name Mauro Nahuel Estol Rodríguez, (* 27. Januar 1995 in Montevideo) ist ein uruguayischer Fußballspieler.

## Karriere

### Verein
Mittelfeldakteur Estol steht mindestens seit der Apertura 2014 im Kader des uruguayischen Erstligisten Racing Club de Montevideo. Dort debütierte er am 16. August 2014 unter Trainer Mauricio Larriera in der Partie des 1. Spieltags gegen den Danubio FC, als er in der 94. Spielminute für Christian Tabó eingewechselt wurde. In der Saison 2014/15 wurde er siebenmal (kein Tor) in der Primera División eingesetzt. Es folgten in der Spielzeit 2015/16 zwölf weitere Erstligaeinsätze (ein Tor). Während der Saison 2016 stehen acht absolvierte Ligaspiele (kein Tor) für ihn zu Buche.

### Nationalmannschaft
Estol ist mindestens seit September 2014 Mitglied der von Trainer Fabián Coito betreuten uruguayischen U-20-Nationalmannschaft. Am 22. September 2014 stand er bei der 1:2-Heimniederlage Uruguays gegen Peru im Parque Saroldi in der Startelf. Auch beim Vier-Nationen-Turnier in Chile wurde er am 8. Oktober 2014 beim 2:1-Sieg gegen Mexiko eingesetzt und erzielte einen Treffer.